# Chromatomyia erigerontophaga
Chromatomyia erigerontophaga är en tvåvingeart som beskrevs av Spencer 1969. Chromatomyia erigerontophaga ingår i släktet Chromatomyia och familjen minerarflugor. Inga underarter finns listade i Catalogue of Life.